# Горно Пещене
Го̀рно Пѐщене е село в Северозападна България. То се намира в община Враца, област Враца.

## География
Село Горно Пещене е разположено в Северозападен планов регион на България. То е част от община Враца. 
Разположено е на двата бряга на р. Скът, на около 4 км северозападно от с. Тишевица, приблизително на 18 км североизточно от гр. Враца и на около 118 км от гр. София в същата посока.
Релефът е равнинен и слабо хълмист, като средната надморска височина е 261 метра. Климатът е умерено континентален със студена, снеговита зима и горещо лято.

## История
Село Горно Пещене се намира на 18 км североизточно от Враца и е разположено в равна лъка първоначално по левия бряг, а след това постепенно и по десния бряг и скат на р. Скът. Землището му заема площ от 25 960 дка. Граничи на изток с Тишевица, на юг — с Веслец, на запад — с Мраморен, и на север — с Големо Пещене. Около Копана могила се намират останки от антично селище. Образувано е върху част от землището на обезлюденото село Слатина след ХVІ век. Споменатото землище е било заето от два турски чифлика – Еминова и Есирския. В началото на ХVІІ век дошли няколко семейства от с. Голямо Пещене, които работели като ратаи в чифлиците. С времето те се установили тук завинаги и в местността селището основали ново село, което нарекли Горно Пещене.
В края на XVIII в. селото в местността Селището е опожарено от кърджалийски банди и жителите му се установили на сегашното място. Старите родове, дошли тук в началото на XVII в., са: Бету̀евци, До̀новци, Дра̀ковци, Жу̀лковци, Йо̀товци, Кирѝците, Клѐчковци, Ко̀новци, На̀човци, Нѐчовци, Мо̀ндовци, Струга̀рете (Дрънда̀рете, Мустакѐрете, Па̀нковци и Шавнѝйте), Съ̀лковци, Цепенѝжовци, Чардаклѝйте и Шунда̀ковци. Към средата на XIX в. тук придошли от разни места следните семейства: Ева̀новци от Новачене, Мѝлковци от Челопек, Бошна̀ците от Враца, Пръва̀новци от Скравена, Осѝковченете от с. Осѝково, Очиндо̀лете от с. Очѝн дол, Цвѐтковци от Камено поле — те са от каменополския род Тутовци.
Поради пренаселеност и нужда от повече работна земя в края на XIX в. от Горно Пещене се изселили в равнината десетина семейства: от Нѐчовци в Кнежъ, наричани там Буба̀рете, и от същия род — в с. Остров, от рода Йотовци едно семейство се установило в Комарево, от Драковци — в Малорът, от Мондовци — в с. Алтимер, където са се развъдили доста и носят имената Бо̀белете, Комбаля̀ците и Съ̀тровците, а от Струга̀рете се изселили в с. Га̀лово.
Население: 1910 г. — 1100 жители, 1926 г. — 1499, 1934 г. — 1697, 1946 г. — 1835, 1965 г. — 1203, 1975 г. — 950, 1985 г. — 712, 1992 г. — 549. 2019 г. - 320 жители.

## Население
Преброяване на населението през 2011 г.
Численост и дял на етническите групи според преброяването на населението през 2011 г.:
|                     | Численост | Дял (в %) |
| Общо                | 368       | 100,00    |
| Българи             | 363       | 98,64     |
| Турци               | 0         | 0,00      |
| Цигани              | 0         | 0,00      |
| Други               | 0         | 0,00      |
| Не се самоопределят | 0         | 0,00      |
| Неотговорили        | 4         | 1,08      |

## Религии
Източно православие.
Новият параклис в с. Горно Пещене „Св.Петка“ е открит и осветен от н.пр.митрополит Калиник на 21.09.2007 г. Строителството му е осъществено със средства, отпуснати от правителството през 2004 г.

## Редовни събития
Съборът на селото е в края на последната седмица на октомври.

## Личности
Родени в Горно Пещене:
- Петър Кирков (* 1945 г.) – балкански шампион по бокс

- Янчо Янчев (1920 – 2005) – български офицер, генерал-майор от медицинската служба